# Cachiungo
Cachiungo é uma cidade e município da província do Huambo, em Angola.
Tem 2 947 km² e cerca de 64 mil habitantes. É limitado a norte pelo município do Bailundo, a leste pelos municípios de Chinguar e Chitembo, a sul pelo município de Cuvango, e a oeste pelo município de Chicala-Choloanga.
O município é constituído pela comuna-sede, correspondente à cidade de Cachiungo, e pelas comunas de Chiumbo e Chinhama.